# تیانا (بارسلونا)
تیانا (به اسپانیایی: Tiana (Catalonia)) یک شهرستان در اسپانیا است که در استان بارسلون واقع شده‌است.

## خصوصیات
تیانا ۸٬۱۵۱ نفر جمعیت دارد و ۱۳۶ متر بالاتر از سطح دریا واقع شده‌است.